# Goraksha

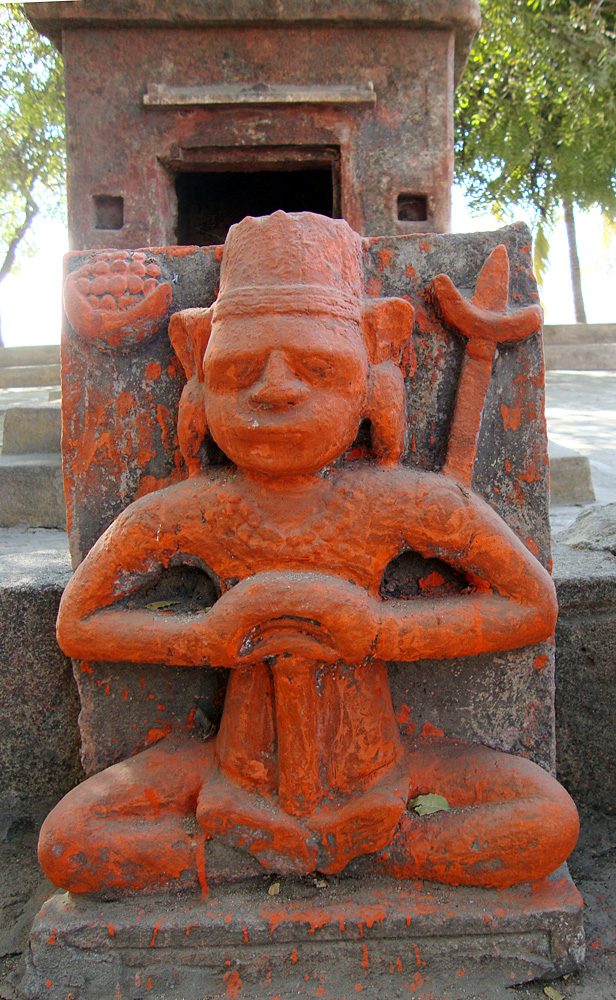
Goraksha

Goraksha oder Gorakhnath (Sanskrit:  गोरक्ष  Gorakṣa = „Rinderhirt“; Hindi: गोरखनाथ Gorakhnāth) war ein mittelalterlicher indischer Yogi und gilt als Begründer des Hatha Yoga. Er war ein Schüler des Matsyendra; beide werden als geistige Führer der Nath-Sekte verehrt und sollen in Bengalen geboren worden sein. In seinem Tantra-Aloka grüßte Abhinavagupta Matsyendra als seinen Guru, hieraus wird vermutet, dass Matsyendra vor der Mitte des 10. Jahrhunderts gelebt habe. Goraksha war der Verfasser mehrerer Werke über Yoga, darunter das Gorakshashataka. Goraksha wird in alten Bildern häufig als ein Rinderhirte dargestellt. Nach ihm ist das Gorakshasana benannt, ein weniger bekanntes Asana im Hatha Yoga. Er gilt als Gründer der Kanphata-Schule der Nathas, einer aus dem shivaistischen Tantrismus entstandenen Traditionslinie.

## Legenden
Von Goraksha sind zahlreiche Legenden im Umlauf, die es verunmöglichen, historische Züge zu erkennen.

### Geburt
Die Legende berichtet, wie Matsyendra als Bettler zu einer Frau kam, die traurig war, weil sie keine Kinder haben konnte. Da gab er ihr ein Stück Asche und sagte ihr, sie solle es verschlucken und würde danach einen Sohn gebären. Da aber alle Nachbarn sie deswegen auslachten, warf sie diese Asche auf den Misthaufen.
Zwölf Jahre später kam Matsyendra wieder zu dieser Frau und fragte sie nach ihrem Sohn. Erstaunt sagte sie, dass sie nie ein Kind gehabt habe. Als Matsyendra nach der Asche fragte, erinnerte sie sich und gestand, was sie tat. Matsyendra ging zum Miststock und schob den Mist zurseite und darin saß ein zwölfjähriger Knabe der meditierte. Die Frau wollte den Jungen sofort umarmen und als Sohn annehmen, aber Matsyendra ließ dies nicht zu, nannte den Jungen Goraksha und nahm ihn als seinen Schüler an.

### Goraksha und Chaurangi
Goraksha war ein Rinderhirte. Als Jugendlicher wurde er von Matsyendra beauftragt, den verstümmelten Chaurangi zu pflegen. Als dieser nach zwölf Jahren die letzte Erkenntnis erreicht hatte, wurde Goraksha von Matsyendra in alle Lehren eingeweiht und wurde ein großer Yogi. Auf Anraten seines Lehrers legte er das Gelübde ab, erst ein Vollendeter zu werden, wenn er hundertmal Hunderttausend zu Erlösung gebracht habe. Nachdem er auch Unwürdige eingeweiht hatte, wurde er von Shiva gemahnt, seine Schüler sorgfältiger auszuwählen.

### Goraksha als Yogi
Als Goraksha nach etlichen Jahren ein großer Meister wurde, übertraf er teilweise sogar seinen Lehrer und mehrere Sagen berichten von diesem Verhältnis. Eine davon berichtet, wie Goraksha zwei Söhne von Matsyendra tötete, aber später auf dessen Bitten wiederbelebte. In Nepal geht die Sage, dass Goraksha eine zwölfjährige Dürreperiode auslöste, indem er sich auf die zwölf Regenschlangen setzte. Die Nepalesen riefen nach Matsyendra, der außer Landes weilte. Als dieser zurückkam, beugte sich Goraksha vor seinem Lehrer in Ehrerbietung und die Regenschlangen konnten entweichen und die Dürre hatte ein Ende.

### Der Chiranjivi
Goraksha war ein vollendeter Mahayogin, der den Tod überwand und als Chiranjivi weiterlebt, der seinen Anhängern erscheinen kann. Deshalb können ihm auch Gespräche mit dem mittelalterlichen Mystiker Kabir oder mit Guru Nanak, dem Begründer des Sikhismus zugeschrieben werden.

## Verehrung
Goraksha wird vor allem in Nordindien verehrt. Die Stadt Gorakhpur, nördlich von Varanasi, ist nach ihm benannt und im Tempel werden seine Fußabdrücke gezeigt. Hier verbrachte er seine letzte Zeit, bevor er in den Himalaya entrückt wurde. Im 13. Jahrhundert wurde der Tempel in eine Moschee umgewandelt und ein neuer Tempel für Goraksha wurde errichtet, der aber im 17. Jahrhundert ebenfalls in eine Moschee umgewandelt wurde, so dass ein dritter Tempel errichtet werden musste.
Besonders in Panjab und in Gujarat befinden sich mehrere dem Goraksha geweihte Plätze.
Auch in Nepal wird Goraksha verehrt und die Stadt Gorkha soll nach ihm benannt sein. Sie war die alte Heimat der Gurkhas, die sich von Goraksha ableiten.

## Schüler und Sekten
Goraksha hatte zwölf Schüler. Die bekanntesten unter ihnen sind der König Bhartrihari, dessen Schwester Mayana Mati und deren Sohn Gopichandra. Von Goraksha selbst oder von einem seiner Schüler leiten sich viele Sekten der Kanphata-Yogins ab.